# 주택지

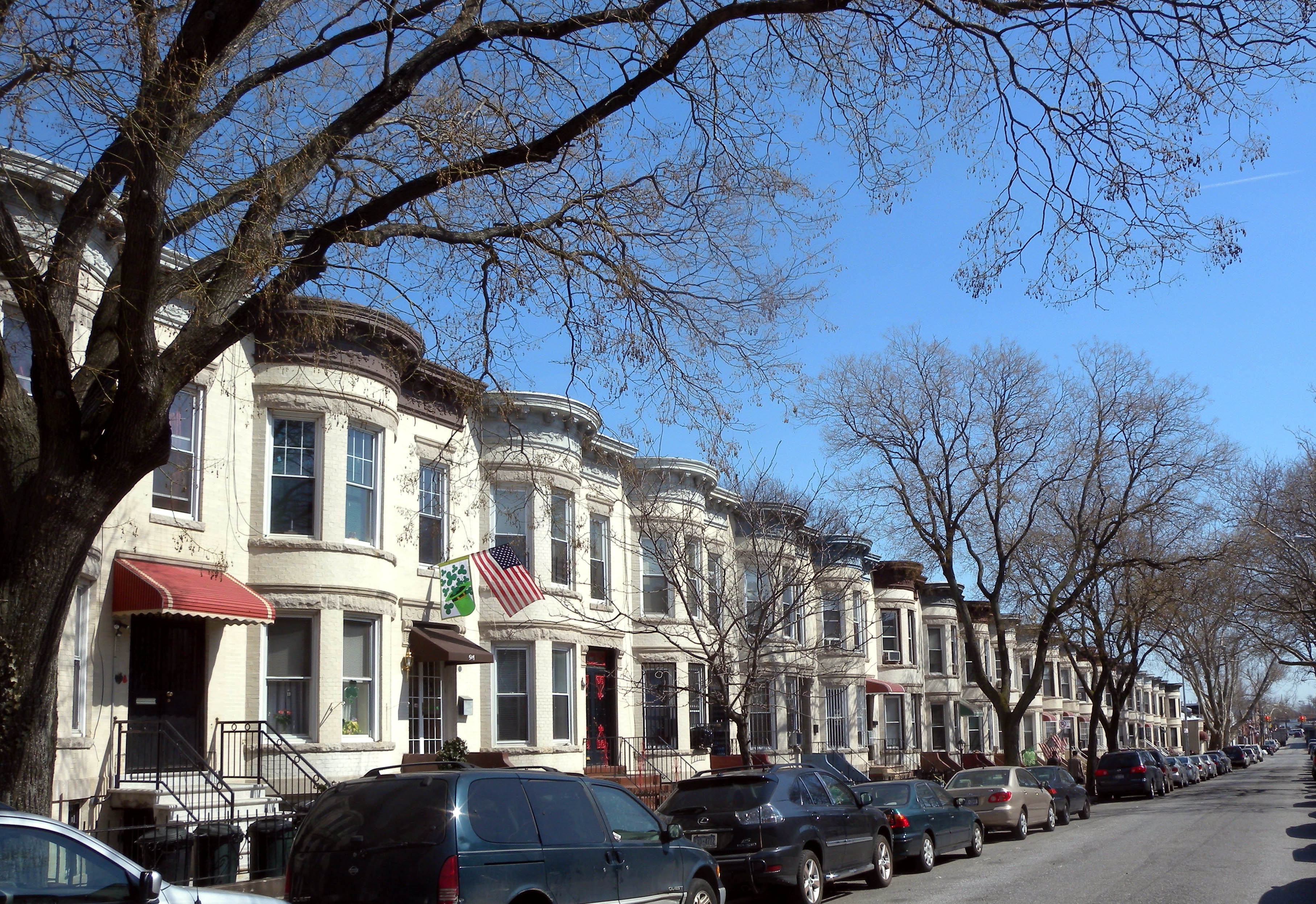
브루클린의 주택가

주택지(住宅地)는 주택 용도로 사용되는 땅을 말한다. 주택지가 모인 지역을 주거 지역(住居地域) 또는 주택가(住宅街)라고 한다. 산업 및 상업 지역과 대조적으로 주택이 주를 이루는 토지이다. 주거 공간과 상업 공간이 복합된 것은 주상복합(住商複合)이라고 한다.

## 개요
주택지는 숲과 농지 황무지 등을 새로 주택지로 개발하기도 하며, 상업 지구의 쇠퇴에 따라 점포의 부지에 주택이 건설되거나 공장 등의 부지가 공동 주택 또는 단독 주택 지역으로 개발되기도 한다.
대한민국의 국토의 계획 및 이용에 관한 법률에는 주거지역을 “거주의 안녕과 건전한 생활환경의 보호를 위하여 필요한 지역”(제36조 제1항 제1호 다목)으로 정의하고 있다.